# Musa (profeet)
Musa (Arabisch: موسى , Moesa) is in de islam een boodschapper en profeet die door God naar de Israëlieten is gezonden. Hij staat in de Bijbel bekend als Mozes.

## Musa in de Koran
Musa komt in meer dan een derde van alle soera's voor. Belangrijke delen van Musa's leven worden verteld in soera De Vertelling 1-42, soera De Kantelen 103-171, soera Ta Ha 9-98 en soera De Dichters 10-58. Er wordt geen volledig verhaal over Musa (en eveneens de andere profeten) in de Koran verteld, maar van bepaalde aspecten van zijn prediking en van zijn optreden wordt een evocatieve beschrijving gegeven. Veel van hetgeen in de Bijbel wordt verhaald over Musa is ook in de Koran te vinden.

## Levensloop
Volgens de Koran werden de eerstgeboren jongens van de Israëlieten vermoord in opdracht van de farao. Daarom werd Musa na zijn geboorte in een mandje te water gelaten. Hij werd gevonden door de vrouw van de farao, die hem opvoedde. De moeder van Musa is samen met Maryam, de moeder van Isa, de enige twee vrouwen die in de Koran een Openbaring van God krijgen.
Nadat Musa per ongeluk een Egyptenaar heeft doodgeslagen om zijn broeder te helpen waarmee hij ruzie had , vluchtte hij naar Midjan. Daar werkte hij enkele jaren en ontving vervolgens een openbaring van God om naar de farao te gaan. Harun (Aaron), zijn broer, werd zijn woordvoerder.
Musa eiste van het Egyptische volk en de farao dat zij tot God komen en de onderdrukking opgeven en ten tweede dat hij het Israëlitische volk uit Egypte laat gaan. Daar gaf de farao geen gevolg aan. Daarom liet Musa negen tekenen van God aan de farao en de Egyptenaren zien:
1. de staf die verandert in een slang en de andere slangen opeet
2. de stralende witte hand
3. de jaren van droogte en watertekort
4. een tekort aan oogst
5. epidemieën onder de mensen en dieren
6. een sprinkhanenplaag
7. een luizenplaag
8. een kikkerplaag
9. het water dat verandert in bloed

Er wordt gezegd dat de Israëlieten toestemming van de farao kregen om een bepaald feest bij te wonen. De Israëlieten maakten zich echter op om richting het Heilige Land te vertrekken. Midden in de nacht vertrokken zij. De volgende morgen was de farao razend en zette de achtervolging in.
Bij de achtervolging spleet Musa de zee met behulp van Allah, waardoor de Israëlieten konden ontsnappen aan de Egyptenaren. De farao verdronk. De Koran maakt melding dat het lichaam van de farao bewaard is gebleven, opdat de Israëlieten weten dat hij dood is.
Eveneens vermeldt de Koran het verhaal over het Gouden Kalf, het manna dat neerdaalde en er is sprake van een Tent van Bijeenkomst dat als tabernakel diende en wordt vergeleken met de Ka'aba. De Israëlieten baden in deze richting, totdat de Tempel in Jeruzalem gereed was. Ook sloeg Musa water uit de rots. Zowel Musa als Harun stierven voordat zij het Heilig Land bereikten, hoewel er ook overleveringen zijn dat Musa aanwezig was bij de verovering van Jeruzalem.

## Al-Khidr
Het verhaal over de mysterieuze Al-Khidr, zoals verhaald in soera De Spelonk 60-82, is uniek voor de Koran. Het verhaal is niet bekend in joodse of christelijke geschriften. Musa vroeg of hij Al-Khidr mocht vergezellen om van hem te leren, maar hij trok de daden van Al-Khidr steeds in twijfel. Uiteindelijk nam Al-Khidr daarom afscheid van Musa, maar niet vóór hem een verklaring te hebben gegeven.

## Graf
Musa's graf zou in de kathib ahmar (rode grafheuvel) zijn, in de buurt van de Jordaan, nabij Jeruzalem en in Damascus.

## Tawrat
Musa kreeg een boek van God, de Tawrat (Thora). Moslims geloven dat de hedendaagse Thora in het Oude Testament niet de authentieke Thora is die aan Musa werd geopenbaard.

## Vergelijkingstabel
|                      | Islam                   | Judeo-christelijk                |
| -------------------- | ----------------------- | -------------------------------- |
| Opname Ark van Mozes | Vrouw van farao (Asiya) | Dochter van farao                |
| Confrontatie farao   | Tovenaars tonen berouw  | Geen ontmoeting met de tovenaars |
| Dood farao           | Verdronken in de zee    | Onduidelijk of hij verdronk      |
| Ontmoeting Al-Khidr  | Ja                      | Nee                              |